# Altschewsk
Altschewsk (ukrainisch Алчевськ; russisch Алчевск) ist eine Großstadt in der Oblast Luhansk in der Ukraine.
Die Stadt gehört zur Agglomeration Altschewsk-Stachanow, hat 110.000 Einwohner (2015) und ist ein bedeutendes Zentrum der Metallurgie (zwei Kombinate).

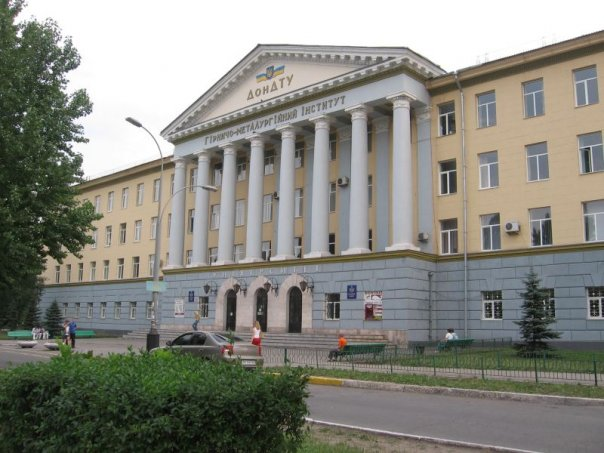
Hauptgebäude der Techn. Universität Donbass in Altschewsk

Altschewsk liegt an der internationalen Fernstraße M 04/E 50, über die das Oblastzentrum Luhansk nach 44 km Richtung Osten zu erreichen ist.

## Geschichte
Eine Arbeitersiedlung wurde 1895 neben der Eisenbahnstation Jurjewka durch den Unternehmer Oleksij Altschewskyj gegründet. 1901 wurden die Station und die Siedlung zu Ehren des auf tragische Weise verstorbenen Unternehmers in Altschewsk umbenannt. 1932 wurde der Ort zur Stadt. 1931–1961 hieß die Stadt Woroschylowsk (Ворошиловськ) nach dem ukrainischen Volkskommissar und sowjetischen Polit-Funktionär und Stalin-Weggefährten Woroschilow, 1961–1991 Komunarsk (Комунарськ) zu Ehren der Pariser Kommune. Nach der Auflösung der Sowjetunion wurde die Stadt wieder Altschewsk genannt.
Die Stadt befindet sich seit 2014 unter Kontrolle der international nicht anerkannten Volksrepublik Lugansk und gehört nach Angaben der ukrainischen Regierung zu einem Gebiet, auf dem die Organe der Staatsmacht vorübergehend ihre Befugnisse nicht ausüben.

## Bevölkerung
| 1923  | 1926   | 1939   | 1959   | 1970    | 1979    | 1989    | 2001    | 2015    |
| ----- | ------ | ------ | ------ | ------- | ------- | ------- | ------- | ------- |
| 9.308 | 16.018 | 54.531 | 97.561 | 122.818 | 119.756 | 125.502 | 119.193 | 109.772 |

Quelle:

## Sport
In der Stadt ist der Fußballverein Stal Altschewsk beheimatet.

## Söhne und Töchter der Stadt
- Igor Rausis (1961–2024), ukrainisch-lettisch-tschechischer Schachmeister
- Tichon (1968–2011), ukrainisch-orthodoxer Bischof
- Gennadij Ginsburg (* 1971), ukrainisch-deutscher Schachmeister
- Anastasiya Winkel (* 1993), deutsche Seglerin